# Diepoldinger (böhmisches Adelsgeschlecht)

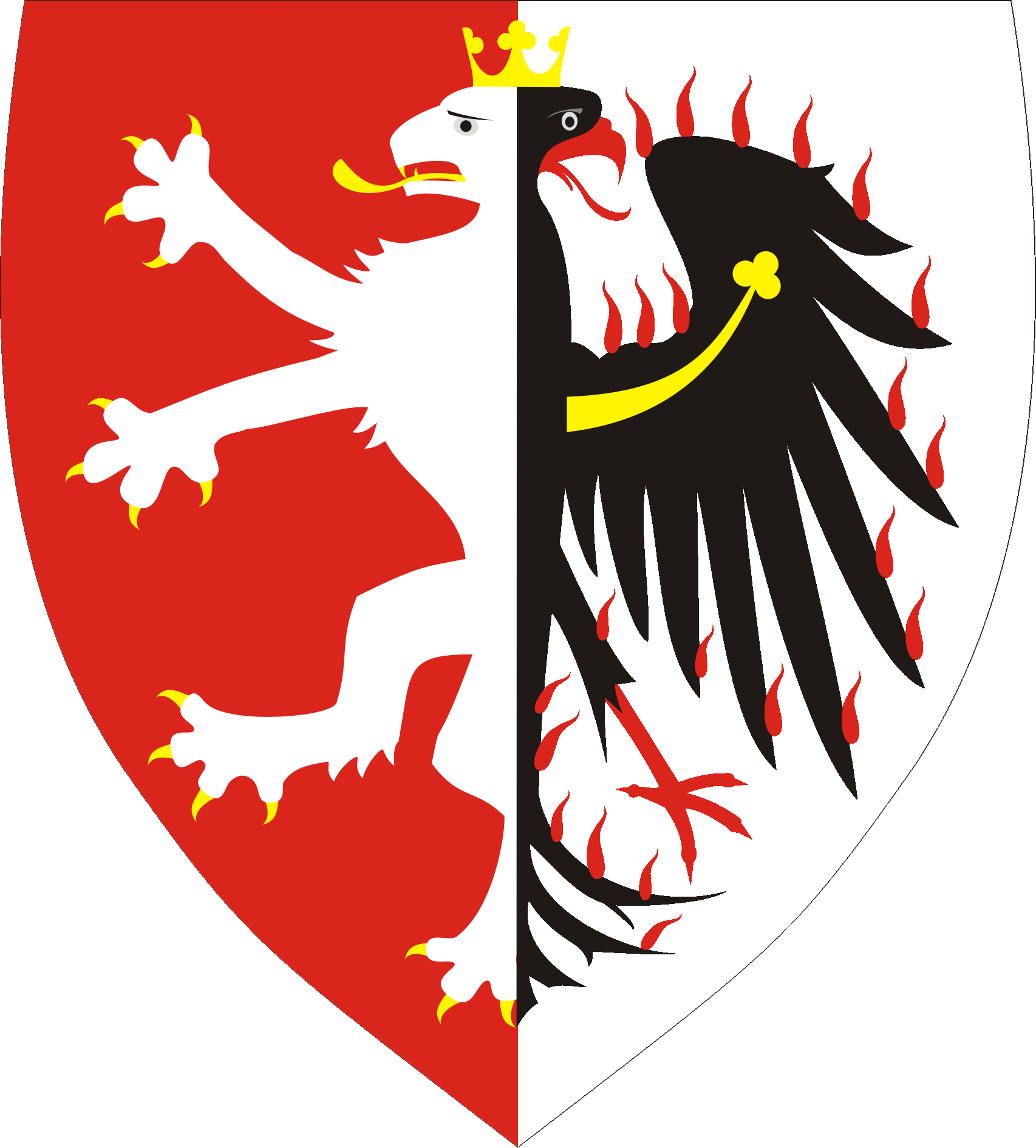
Das Wappen der Diepoldinger

Die böhmischen Diepoldinger (tschechisch Děpoltici), nicht zu verwechseln mit den deutschen Diepoldingern, waren ein Nebenzweig der Přemysliden. Stammvater der Diepoldinger war Diepold I.(lateinisch Theobald, tschechisch Děpolt) Bruder des böhmischen Königs Vladislav II.

## Bedeutung
Die Diepoldinger führten in ihrem Wappen das Emblem eines halben Löwens und eines halben Adlers. Sie waren für drei Generationen ein einflussreiches Adelshaus in Böhmen. König Ottokar I. Přemysl versuchte sicherzustellen, dass das Königreich nur in der Hauptlinie der Přemysliden verblieb, was die Nachkommen Diepolds von der Krone ausschloss und zu Auseinandersetzungen mit Diepold III. führte.

## Geschichte
Diepold III. starb vermutlich 1223 bei der Verteidigung der Festung St. Georg südlich der Stadt Kouřim, nachdem er einen Aufstand gegen den böhmischen König begann. Seine Familie floh nach Schlesien an den Hof Heinrichs des Bärtigen, welcher der Schwiegervater Diepolds war. Diepolds Nachkommen erlangten ihren Einfluss nicht wieder. Diepolds ältester Sohn Otto, Dompropst von Magdeburg versuchte erfolglos, den römisch-deutschen König Friedrich II. für sich zu gewinnen. Sein Bruder Diepold IV. erwarb im Jahr 1234 die Burg Śrem, er starb jedoch ein Jahr später bei deren Verteidigung. Boleslav starb 1241 auf schlesischer Seite in der Schlacht bei Liegnitz. Nachrichten über die Familie verschwinden ab 1247 nach dem Tod des letzten lebenden Bruders, Soběslav.

## Stammliste
- Diepold I.
  - Diepold II.
    - Diepold III.
      - Otto, Probst in Magdeburg (1191–1226)
      - Boleslav († 1241)
      - Soběslav († 1247)
      - Diepold IV. Bořivoj († 1235)
      - Přemysl

    - Soběslav
    - Boleslav